# 2021년 세인트루이스 카디널스 시즌
2021년 세인트루이스 카디널스 시즌은 메이저리그의 프로 야구단 세인트루이스 카디널스의 2021년 시즌을 일컫는다. 마이크 실트 감독이 정식으로 부임하여 맞이한 4번째 시즌이다. 팀은 내셔널리그 중부지구 5팀 중 2위, 와일드카드 2위에 올라 포스트시즌에 진출했으나 와일드카드 결정전에서 LA 다저스에 패배하며 1경기 만에 탈락했다.

## 선수단
- 선발투수 : 웨인라이트, 김광현, 간트, 플래허티, 르블랑, 햅, 허드슨, 레스터, 미콜라스, 오비에도, 마르티네즈
- 구원투수 : 가예고스, 맥파랜드, 휘틀리, 가르시아, 우드포드, 카브레라, A.론돈, 워델, 플로레스, 엘리지, J.밀러, 딕슨, 힉스, 라미레즈, 페르난데스, A.밀러, 헬슬리, 웹
- 마무리투수 : 레예스, 폰세데레온
- 포수 : 몰리나, 산체스, 니즈너
- 1루수 : 골드슈미트, 노고스키
- 2루수 : 에드먼, 카펜터
- 유격수 : 소사, 데용, J.론돈, 모로프
- 3루수 : 아레나도
- 좌익수 : 오닐, 딘, 토마스
- 중견수 : 베이더, 허스트
- 우익수 : 칼슨, 눗바, 윌리엄스

## 같이 보기
- 2021년 텍사스 레인저스 시즌
- 2021년 샌디에이고 파드리스 시즌